# Bill Schindler
William Lawrence Schindler, detto Bill (Middletown, 6 marzo 1909 – Allentown, 20 settembre 1952), è stato un pilota automobilistico statunitense.

## Carriera
Prese parte a tre 500 Miglia di Indianapolis, dal 1950 al 1952. Morì in un incidente durante una gara di Sprint Car ad Allentown, in Pennsylvania. Oggi riposa nel cimitero Greenfield di Uniondale, New York.
Tra il 1950 e il 1960 la 500 Miglia di Indianapolis faceva parte del Campionato mondiale di Formula 1, per questo motivo Schindler ha all'attivo anche 3 Gran Premi in F1.

## Risultati in Formula 1
| 1950 | Scuderia        | Vettura    |  |  |     |  |  |  |  |  | Punti | Pos. |
| ---- | --------------- | ---------- |  |  | --- |  |  |  |  |  | ----- | ---- |
| 1950 | Shippers/Rassey | Snowberger |  |  | Rit |  |  |  |  |  | 0     |      |

| 1951 | Scuderia     | Vettura      |  |     |  |  |  |  |  |  | Punti | Pos. |
| ---- | ------------ | ------------ |  | --- |  |  |  |  |  |  | ----- | ---- |
| 1951 | H.A. Chapman | Kurtis Kraft |  | Rit |  |  |  |  |  |  | 0     |      |

| 1952 | Scuderia     | Vettura |  |    |  |  |  |  |  |  | Punti | Pos. |
| ---- | ------------ | ------- |  | -- |  |  |  |  |  |  | ----- | ---- |
| 1952 | H.A. Chapman | Stevens |  | 14 |  |  |  |  |  |  | 0     |      |

| Legenda | 1º posto     | 2º posto | 3º posto    | A punti         | Senza punti/Non class.  | Grassetto – Pole position Corsivo – Giro più veloce |
| Legenda | Squalificato | Ritirato | Non partito | Non qualificato | Solo prove/Terzo pilota | Grassetto – Pole position Corsivo – Giro più veloce |